# Gunnar Söder
Karl Gunnar Söder, född 11 februari 1928 i Väse församling i Värmlands län, död 14 augusti 2020 i Täby, var en svensk socionom och centerpartisk politiker, gift 1952 med Karin Söder och far till Annika Söder.

## Biografi
Söder var lantbrukarson och började sin politiska karriär som riksombudsman och förbundssekreterare i Centerns ungdomsförbund 1954–1959. Han var sedan sekreterare i Centerpartiets riksdagsgrupp 1960–1964.
Söder lämnade sedan politiken för en tid och blev direktionssekreterare i NCB 1965 och därefter direktör där 1968–1976. Han kom därefter till regeringskansliet och var statssekreterare i Industridepartementet 1976–1979 innan har utnämndes till generaldirektör i Kommerskollegium 1980.